# 全人类共同价值
全人类共同价值，即和平、发展、公平、正义、民主、自由，最早在2015年由中共中央总书记习近平提出，是习近平新时代中国特色社会主义思想，特别是习近平外交思想的一部分。

## 辨析
全人类共同价值是与普世价值（自由、民主、人权）相对提出的。习近平外交思想研究中心撰文指：“长期以来，某些西方国家推行所谓“普世价值”，但在现实中却往往与霸权主义和强权政治相结合，借助“人权高于主权”、“文明冲突论”、“民主与威权之争”等花样翻新的人造概念向外输出价值观，在国际事务中谋取私利，暴露出典型的虚伪性、狭隘性、排他性，因而也越来越不得人心。”

## 背景
2015年9月28日，习近平在第七十届联合国大会一般性辩论上的讲话中，提出“和平、发展、公平、正义、民主、自由，是全人类的共同价值，也是联合国的崇高目标。”
2018年12月10日，中共中央总书记习近平致纪念《世界人权宣言》发表70周年座谈会的贺信中，提出“中国人民愿同各国人民一道，秉持和平、发展、公平、正义、民主、自由的人类共同价值”。
2020年9月22日，习近平在第七十五届联合国大会一般性辩论上的讲话中，提出“让我们团结起来，坚守和平、发展、公平、正义、民主、自由的全人类共同价值”。
此后，全人类共同价值成为一个固定术语，在多个场合重申。

## 解读
中共智库习近平外交思想研究中心将六个价值分为三个层面：世界层面的和平发展、国家层面的公平正义、个人层面的民主自由。“没有和平与发展，其他要素便成了空中楼阁；没有公平与正义，其他要素就只能是少数人、少数国家的专利；没有民主与自由，其他要素会失去目标和动力。”